# Aphrodita magellanica
Aphrodita magellanica är en ringmaskart som beskrevs av Malard 1891. Aphrodita magellanica ingår i släktet Aphrodita och familjen Aphroditidae. Inga underarter finns listade i Catalogue of Life.